# Kovačevići (Donji Vakuf)
Kovačevići es un pueblo de la municipalidad de Donji Vakuf, en el cantón de Bosnia Central, Bosnia y Herzegovina.

## Superficie
Posee una superficie de 2,17 kilómetros cuadrados.

## Demografía
Hasta 1991 la población era de 61 habitantes.